# Avianca (Costa Rica)
Avianca Costa Rica S.A., anteriormente conocida como LACSA (Líneas Aéreas Costarricenses S.A.), propiedad minoritaria del Synergy Group, es la aerolínea de bandera de Costa Rica y tiene su sede en San José.  Opera servicios regulares internacionales a más de 35 destinos en América Central, del Norte y del Sur. La aerolínea utilizó anteriormente el apodo TACA/LACSA cuando era subsidiaria del Grupo TACA. Desde mayo de 2013, tras la compra del Grupo TACA por parte de Avianca, Avianca Costa Rica se convirtió en una de las siete aerolíneas de marca nacional (Avianca Ecuador, Avianca El Salvador, etc.) operadas por Avianca Group de aerolíneas latinoamericanas.

## Historia
Fue creada en 1945 por Pan Am, y luego de 6 meses le es vendido un 3% de las acciones a la República Costarricense, con vuelos a Centroamérica y a Miami. Casi inmediatamente fue expandiéndose hasta cubrir varias ciudades estadounidenses y sudamericanas. Llegó a ser la aerolínea centroamericana con más destinos.  
En los años noventa, la mala situación económica del momento obligó al Estado a venderla o cerrar. Así que, en 1992, el Grupo TACA de El Salvador adquiere el 86% de sus acciones. Entre las mejoras que se implementaron después de comprada, destaca que sus destinos aumentaron. Pero se dejó de operar en el Aeropuerto de Guanacaste. Junto con la nueva compra de acciones por parte de Grupo TACA, la imagen de LACSA cambia y su flota es pintada del nuevo color de TACA. LACSA fue la primera aerolínea centroamericana en volar los Airbus A320.
LACSA hoy en día se llama Avianca, como resultado de la fusión entre la empresa TACA Airlines (Ahora Avianca El Salvador) y Avianca. Tanto destinos como aeronaves pasaron a manos de Avianca Holdings. Gracias a esta alianza, Avianca es la segunda aerolínea más importante de América Latina. El centro de operaciones más importante de Avianca se encuentra en la ciudad de Bogotá. En Colombia se encuentran los centros de entrenamiento de pilotos de Avianca y además en Medellín se encuentra el centro de mantenimiento aeronáutico más importante de América Latina, y uno de los más importantes a nivel mundial; Hace parte de Avianca, y atiende a varias aeronaves tanto de la misma compañía como de otras compañías aéreas.

## Destinos
Avianca posee destinos hacia Estados Unidos, Latinoamérica y El Caribe; estos se pueden realizar desde Costa Rica, vía Bogotá, El Salvador o Lima, pues estas ciudades forman parte de los centros de operaciones principales de Avianca. El centro de operaciones de Avianca Costa Rica es el Aeropuerto Internacional Juan Santamaría, en la ciudad de San José de Costa Rica donde viaja a varios destinos.
| Países                         | Destinos            | Aeropuertos                                                       |
| Norteamérica                   | Norteamérica        | Norteamérica                                                      |
| ------------------------------ | ------------------- | ----------------------------------------------------------------- |
| Canadá                         | Montreal            | Aeropuerto Internacional Pierre Elliott Trudeau (vía El Salvador) |
| Canadá                         | Toronto             | Aeropuerto Internacional Toronto Pearson (vía El Salvador)        |
| Estados Unidos                 | Chicago             | Aeropuerto Internacional O'Hare (estacional)                      |
| Estados Unidos                 | Los Ángeles         | Aeropuerto Internacional de Los Ángeles                           |
| Estados Unidos                 | Miami               | Aeropuerto Internacional de Miami                                 |
| Estados Unidos                 | Nueva York          | Aeropuerto Internacional John F. Kennedy                          |
| Estados Unidos                 | Washington D. C.    | Aeropuerto Internacional de Washington-Dulles                     |
| México                         | Cancún              | Aeropuerto Internacional de Cancún                                |
| México                         | Ciudad de México    | Aeropuerto Internacional de la Ciudad de México                   |
| Centroamérica y el Caribe      |                     |                                                                   |
| Costa Rica                     | San José            | Aeropuerto Internacional Juan Santamaría (HUB)                    |
| El Salvador                    | San Salvador        | Aeropuerto Internacional de El Salvador                           |
| Guatemala                      | Ciudad de Guatemala | Aeropuerto Internacional La Aurora                                |
| Nicaragua                      | Managua             | Aeropuerto Internacional Augusto C. Sandinom                      |
| Panamá                         | Ciudad de Panamá    | Aeropuerto Internacional de Tocumen                               |
| Sudamérica                     |                     |                                                                   |
| Argentina                      | Buenos Aires        | Aeropuerto Internacional Ministro Pistarini (vía UIO o GYE)       |
| Colombia                       | Cali                | Aeropuerto Internacional Alfonso Bonilla Aragón                   |
| Colombia                       | Bogotá              | Aeropuerto Internacional El Dorado                                |
| Colombia                       | Cartagena           | Aeropuerto Internacional Rafael Núñez                             |
| Colombia                       | Medellín            | Aeropuerto Internacional José María Córdova                       |
| Ecuador                        | Guayaquil           | Aeropuerto Internacional José Joaquín de Olmedo                   |
| Ecuador                        | Quito               | Aeropuerto Internacional Mariscal Sucre                           |
| Perú                           | Lima                | Aeropuerto Internacional Jorge Chávez                             |
| Total: 18 destinos en 9 países |                     |                                                                   |

## Flota

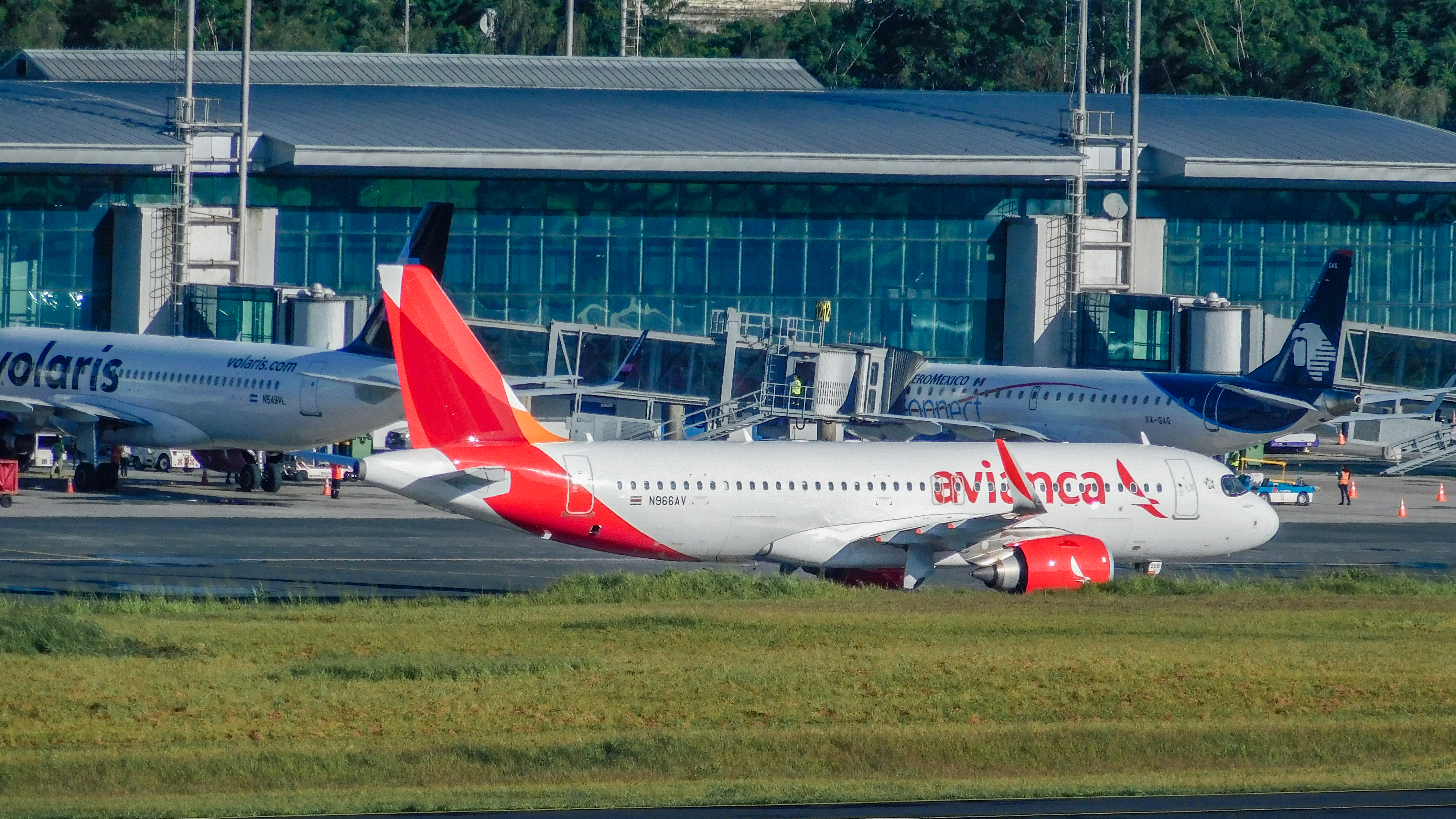
Airbus A320neo N966AV de Avianca Costa Rica en el Aeropuerto Internacional La Aurora.

La flota actual de Avianca Costa Rica está compuesta por las siguientes aeronaves:
| Aeronave        | En servicio | Pedidos | Pasajeros                                          | Pasajeros                                          | Pasajeros                                          | Matrículas                                         | Antigüedad                                         |
| Aeronave        | En servicio | Pedidos | C                                                  | Y                                                  | Total                                              | Matrículas                                         | Antigüedad                                         |
| --------------- | ----------- | ------- | -------------------------------------------------- | -------------------------------------------------- | -------------------------------------------------- | -------------------------------------------------- | -------------------------------------------------- |
| Airbus A320-200 | 1           | —       | 12                                                 | 138                                                | 150                                                | N689TA                                             | 12,1 años                                          |
| Airbus A320neo  | 3           | —       | 12                                                 | 168                                                | 180                                                | N966AV                                             | 2 años                                             |
| Airbus A320neo  | 3           | —       | 12                                                 | 168                                                | 180                                                | N920AV                                             | 1,2 años                                           |
| Airbus A320neo  | 3           | —       | 12                                                 | 168                                                | 180                                                | N901AV                                             | 0,7 años                                           |
| Total           | 4           | —       | Edad media de la flota (noviembre de 2024): 4 años | Edad media de la flota (noviembre de 2024): 4 años | Edad media de la flota (noviembre de 2024): 4 años | Edad media de la flota (noviembre de 2024): 4 años | Edad media de la flota (noviembre de 2024): 4 años |

## Flota histórica

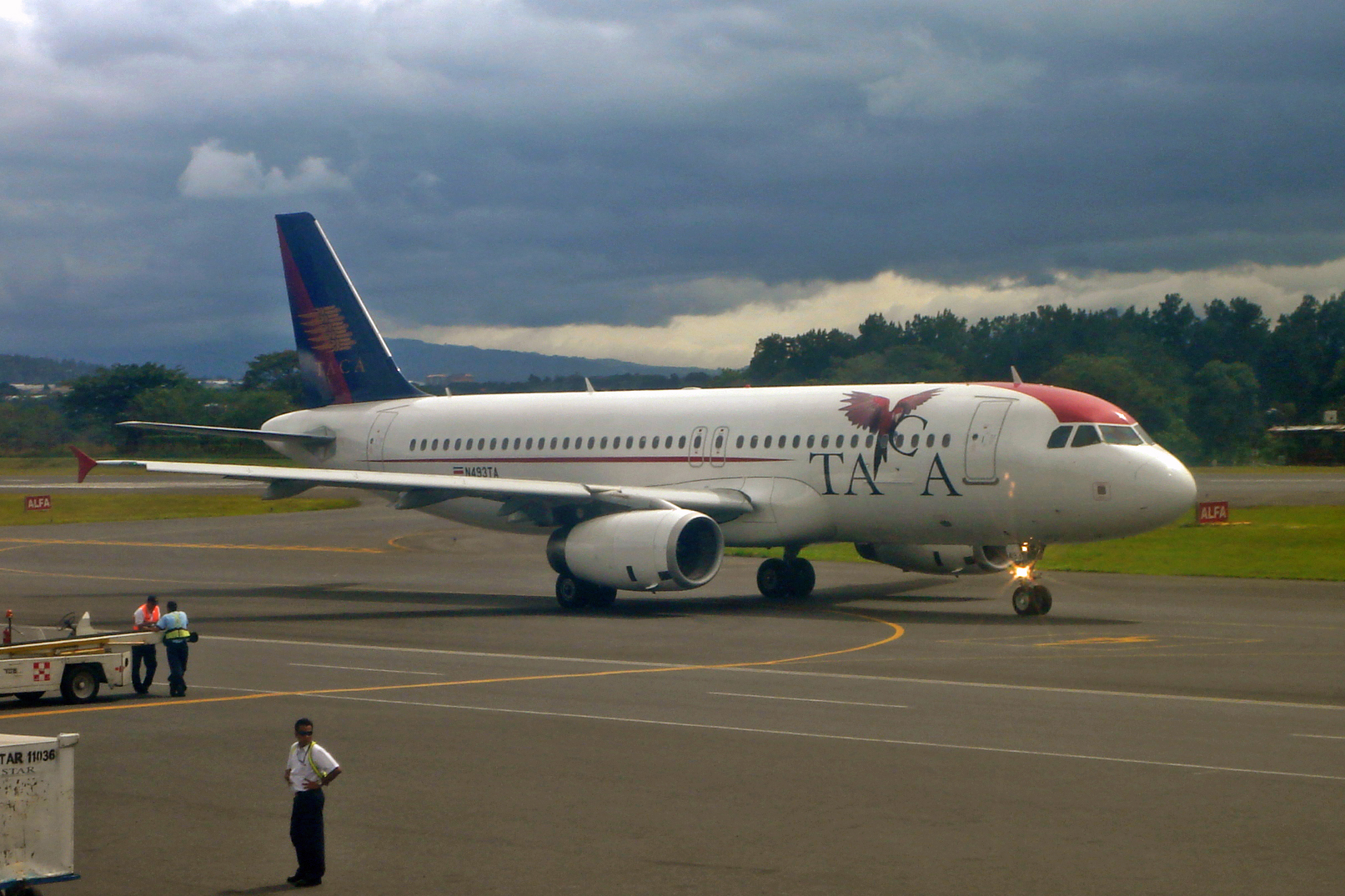
Airbus A320 de LACSA en el Aeropuerto Internacional Juan Santamaría (2007)

| Aeronaves                  | Total | Introducido | Retirado | Matrículas | Notas                               |
| -------------------------- | ----- | ----------- | -------- | --- | ----------------------------------- |
| Airbus A319-100            | 3     | 2013        | 2022     | N480TA, N520TA y N703AV | Pertenecientes a Avianca Costa Rica |
| Airbus A320-200            | 7     | 1990        | 1998     | N340LA, N481GX, N482GX, N483GX, N484GX, N485GX y N486GX                                                                             | Pertenecientes a TACA               |
| Airbus A320neo             | 1     | 2018        | 2020     | N776AV | Pertenecientes a Avianca Costa Rica |
| Airbus A321-200            | 2     | 2013        | 2021     | N570TA y N693AV | Pertenecientes a Avianca Costa Rica |
| Embraer 190                | 4     | 2008        | 2019     | TI-BCF, TI-BCG, TI-BCH, TI-BCI |                                     |
| BAC 1-11                   | 8     | 1967        | 1982     | TI-1055C, TI-1056C, TI-1084C, TI-1096C, TI-LRI, TI-LRF (re-reg. TI-LRL), TI-LRJ y TI-LRK                                            | Pertenecientes a LACSA              |
| Beechcraft Modelo 18       | 1     | h. 1969     | 1973     | TI-1028C | Pertenecientes a LACSA              |
| Boeing 727-200             | 9     | 1979        | 1992     | G-BHVT (re-reg. TI-LRR), N1279E, N1280E, N200LR (re-reg. TI-LRQ), N274WC, N803SC, N812N, OY-SBO y TI-LRC                            | Pertenecientes a TACA               |
| Boeing 737-200             | 11    | 1992        | 1999     | LN-BRL, N171PL, N236TA, N238TA, N239TA, N240TA, N251LF, N261LR, N271LR, N501NG y N281LF                                             | Pertenecientes a TACA               |
| CASA C-212 Aviocar         | 1     | 1993        | 1995     | TI-AVV | Pertenecientes a LACSA              |
| Convair CV-240             | 5     | 1955        | 1977     | TI-1015C, TI-1016C, TI-1018C, TI-1091C (re-reg. TI-LRG) y TI-1092C (re-reg. TI-LRH)                                                 | Pertenecientes a LACSA              |
| Curtiss C-46 Commando      | 7     | 1949        | 1979     | TI-1007 (re-reg. TI-1007C y TI-LRA), TI-1008 (re-reg. TI-1008C y TI-LRB), TI-1009, TI-1010, TI-1024C, TI-1038C y TI-1094C           | Pertenecientes a LACSA              |
| Douglas DC-3/C-47          | 12    | 1946        | 1971     | TI-16, TI-17, TI-18, TI-62 (re-reg. TI-1003), TI-119, TI-1000, TI-1002, TI-1005, TI-1006, TI-1051, TI-1067 (re-reg. TI-LRE) y RX-76 | Pertenecientes a LACSA              |
| Douglas DC-6               | 2     | 1960        | 1976     | TI-1017C (re-reg. TI-LRC para LACSA Cargo), TI-1018C (re-reg. TI-LRD).                                                              | Pertenecientes a LACSA              |
| Douglas DC-8               | 6     | 1981        | 1991     | EC-BMV, N29549, N29549, N29922, N580JC y N810BN                                                                                     | Pertenecientes a LACSA              |
| Ford Trimotor              | 1     | h. 1935     | h. 1940  | TI-43 | Pertenecientes a LACSA              |
| Lockheed Modelo 10 Electra | 2     | 1946        | 1947     | TI-70 y XH-TAA | Pertenecientes a LACSA              |
| Lockheed L-188 Electra     | 3     | 1976        | 1981     | TI-LRM, TI-LRN y TI-LRO | Pertenecientes a LACSA              |

## Accidentes[9]
- 27 de noviembre de 1946: un Douglas C-47 (RX-96) se estrelló en una montaña cerca de San José mientras cubría la ruta Parrita-San José. Murieron sus 20 pasajeros y 3 tripulantes.
- 15 de junio de 1953: un Douglas C-47 (TI-1002) se estrelló en una montaña cerca de San Ramón mientras operaba la ruta Palmar y San Isidro de El General. Murieron sus 12 pasajeros y 3 tripulantes.
- 15 de agosto de 1959: un Douglas DC-3 (TI-1005) se salió de la pista de San Isidro de El General, procedente de San José, y chocó contra una casa al final del aeropuerto. El avión resultó destrozado y murió un bebé en la casa. Los frenos no funcionaban bien y la pista estaba llena de agua, a lo que hubo que sumar que la aeronave iba sobrecargada.
- 25 de junio de 1960: un Douglas C-47 (TI-1023) aterrizó de emergencia en una plantación de café al aproximarse al aeropuerto de San José. Murió un pasajero. El avión quedó destrozado.
- 12 de mayo de 1961: un Douglas DC-3 (TI-1006) se estrelló en el volcán Arenal, en ruta entre San José y Upala. Murieron sus dos tripulantes.
- 23 de diciembre de 1969: un Curtiss C-46 Commando (TI-1007C) fue secuestrado mientras cubría la ruta Puerto Limón-San José. Los secuestradores demandaron ir a Cuba.
- 21 de octubre de 1970: un Curtiss C-46 Commando (registro desconocido) fue secuestrado mientras cubría la ruta Puerto Limón-San José. Los secuestradores demandaron ir a Cuba.
- 23 de mayo de 1988: el vuelo 628 de LACSA, un Boeing 727-200 (TI-LRC) que cubría la ruta San José-Managua-Miami no se elevó al despegar, se salió de la pista y terminó en un terreno frente de a la pista. El avión ardió, pero las 26 personas a bordo salieron ilesas. La causa del accidente fue sobrecarga del aparato.